# My Gift to You
My Gift to You är ett album med julmusik som Hayley Westenra gav ut 2001. Albumet släpptes enbart i Australien och på Nya Zeeland. Skivans producenter var James Hall och David Selfe.

## Låtlista
1. "All I Have to Give" - 2:29
2. "You'll Never Walk Alone" - 2:21
3. "Chestnuts Roasting on an Open Fire (The Christmas Song)" - 3:10
4. "Mary Did You Know?" - 3:00
5. "The Peace Song" - 2:05
6. "Do You Hear What I Hear?" - 2:55
7. "Somewhere Over the Rainbow" - 4:22
8. "Gabriel's Message" - 3:09
9. "Pokarekare Ana" - 2:41
10. "Through These Eyes" - 4:42
11. "Morning Has Broken" - 3:18
12. "Silent Night" - 3:46